# Mononychoblatta semenovi
Mononychoblatta semenovi är en kackerlacksart som beskrevs av Lucien Chopard 1929. Mononychoblatta semenovi ingår i släktet Mononychoblatta och familjen Polyphagidae. Inga underarter finns listade i Catalogue of Life.